# Ludwig Eberhard von Gemmingen (1771–1831)
Ludwig Eberhard von Gemmingen (* 28. September 1771; † 9. Januar 1831) war Schlossherr auf Schloss Presteneck und Kammerherr.

## Leben

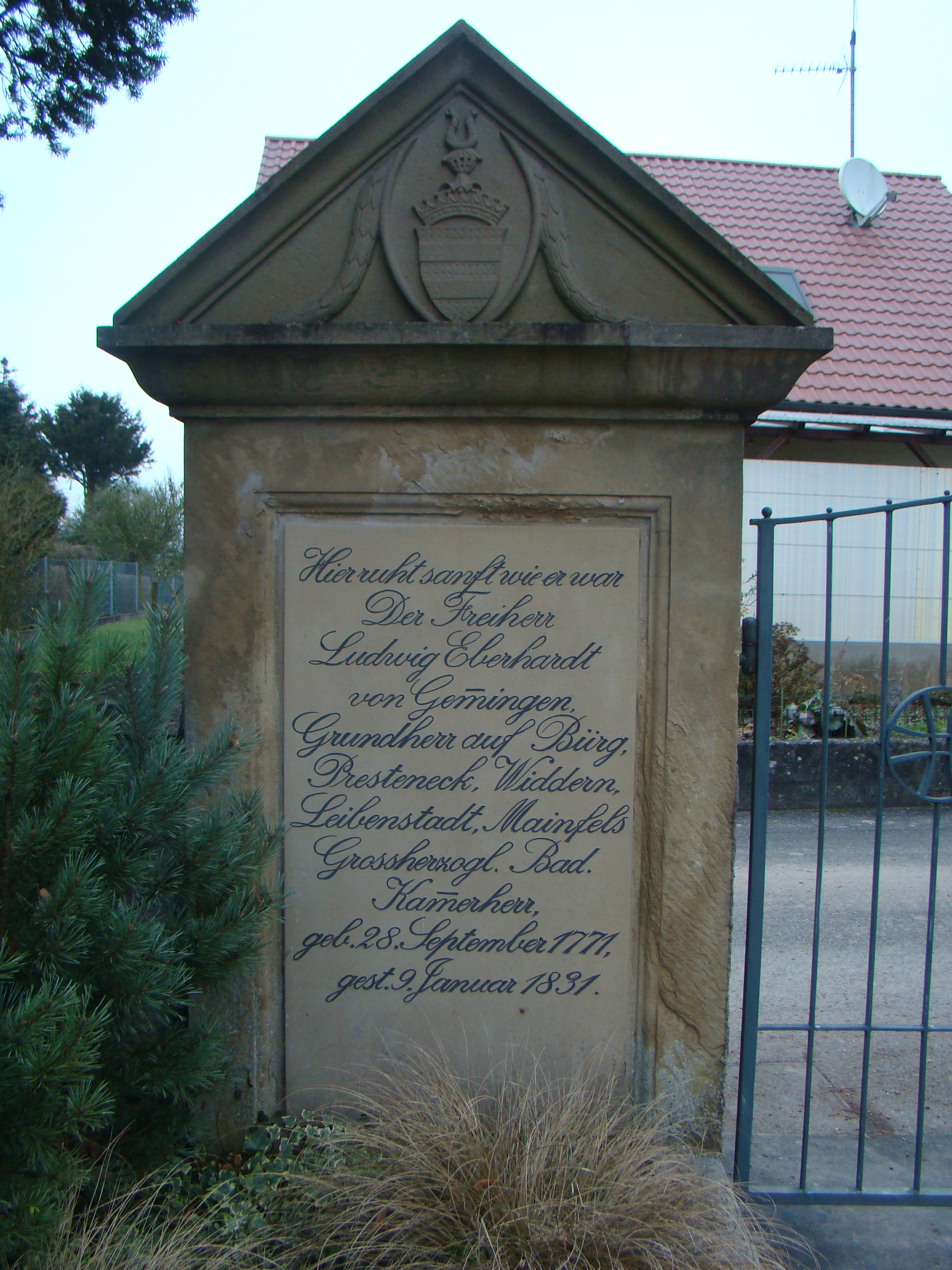
Grabmal von Ludwig Eberhard von Gemmingen auf dem Friedhof in Bürg

Er war ein Sohn von Johann Casimir von Gemmingen (1740–1772) und der Wilhelmine von Gemmingen-Gemmingen († 1791). Er studierte in Göttingen, trat dann aber nicht in den Staatsdienst, sondern lebte auf dem ihm zugefallenen Familiensitz Schloss Presteneck, wo er Materialien für eine Familiengeschichte zusammentrug und seine Güter verwaltete. Vor allem die Mediatisierung der reichsritterschaftlichen Gebiete brachte einigen Verwaltungsaufwand und eine Schmälerung der Einnahmen. 
Gemeinsam mit seinem Bruder Friedrich Carl Gustav Casimir (1770–1841) verglich er sich 1823 mit den Allodialerben des Hausmarschalls von Dungern, die Ansprüche auf Presteneck sowie Widdern und Maienfels hatten. Der Hausmarschall hatte 1807 seinen Besitz in Presteneck, Maienfels und Widdern an die Brüder von Gemmingen übertragen, wobei ihm der Ertrag der Güter zufallen sollte. Die Mediatisierung hat die angestammten Einnahmen aus den Gütern geschmälert, so dass die Brüder die Vertragsvereinbarungen nicht erfüllen konnten, während der Hausmarschall auch nicht auf Erfüllung drang. Nach seinem Tod haben die Dungern-Allodialerben ihre Ansprüche geltend gemacht, man einigte sich auf die Zahlung von 15.000 Gulden.

## Abgeordneter in der Ersten Kammer der Badischen Ständeversammlung
Möglicherweise ist Ludwig Eberhard von Gemmingen auch von 1819 bis 1822 Vertreter des grundherrlichen Adels unterhalb der Murg in der Ersten Kammer der Badischen Ständeversammlung gewesen.

## Familie
Er war mit Luise von Berlichingen verheiratet, die Ehe wurde jedoch wieder gelöst und brachte keine Nachkommen hervor. Er blieb seiner Gattin zeitlebens weiter verbunden, auch nach deren Wiedervermählung mit einem Freiherrn von Varnbüler.
Nach Ludwig Eberhards Tod war sein ebenfalls kinderloser Bruder Friedrich Carl Gustav Casimir der letzte lebende Angehörige der Linie Gemmingen-Bürg und vereinte deren Besitz auf sich. Er schloss kurz vor seinem Tod 1841 einen Vertrag mit Sigmund von Gemmingen zu Treschklingen (1777–1843) und Ludwig von Gemmingen zu Michelfeld, die gegen eine Zahlung von 150.000 Gulden das Erbe antraten.

## Belege und Anmerkungen
1. ↑  Laut den Angaben im Biographischen Handbuch der württembergischen Landtagsabgeordneten auf S. 253  von Frank Raberg, Kohlhammer, Stuttgart 2001, ISBN 3-17-016604-2, soll Ludwig Eberhard von Gemmingen-Guttenberg von 1819 bis 1841 der Ersten Kammer der Badischen Ständeversammlung angehört haben, jedoch nur von 1819 bis 1822 persönlich anwesend gewesen sein. Diese Angabe steht im Widerspruch zu Ludwig Bauer und Bernhard Gißler, die im Handbuch über die Mitglieder der Ersten Kammer der Badischen Ständeversammlung von 1819 – 1912, erschienen bei Fidelitas, Karlsruhe 1913 (Fünfte Auflage), S. 83 namentlich anderslautende Angaben machen. Demnach gehörte nicht jener bei Raberg genannte Ludwig Eberhard von Gemmingen-Guttenberg sondern sein Namensvetter Freiherr Ludwig Eberhard von Gemmingen-Presteneck von 1819 bis 1822 der Ersten Badischen Kammer an. Laut den Angaben von Bauer und Gißler auf S. 83 soll jener Freiherr Ludwig Eberhard von Gemmingen-Presteneck ebenfalls im Jahre 1841 verstorben sein. Das Todesjahr wäre demnach dasselbe gewesen wie bei Ludwig Eberhard von Gemmingen-Guttenberg. Dies passt jedoch nicht zum Todesjahr 1831 des hier behandelten Ludwig Eberhard von Gemmingen, der als Großherzoglich badischer Kammerherr zu Presteneck viel eher vom Namen her den Angaben bei Bauer und Gißler entsprechen würde. Möglicherweise handelt es sich im Handbuch von Bauer und Gißler um einen Druckfehler, so dass statt des korrekten Todesjahres 1831 versehentlich 1841 angegeben wurde? Möglicherweise haben Bauer und Gißler das Todesjahr 1831 mit dem Todesjahr des Bruders Friedrich Carl Gustav Casimir (1770–1841) verwechselt? Raberg hat daraufhin möglicherweise einen Folgefehler begangen und wegen des bei Bauer und Gißler angegebenen Todesjahres 1841 angenommen, dass es sich bei dem fraglichen Vertreter des grundherrlichen Adels unterhalb der Murg in der Ersten Badischen Kammer in den Jahren 1819 bis 1822 um Ludwig Eberhard von Gemmingen-Guttenberg († 1841) und nicht um den hier dargestellten Ludwig Eberhard von Gemmingen-Presteneck (1771–1831) gehandelt haben könnte?